# Édouard Baldus

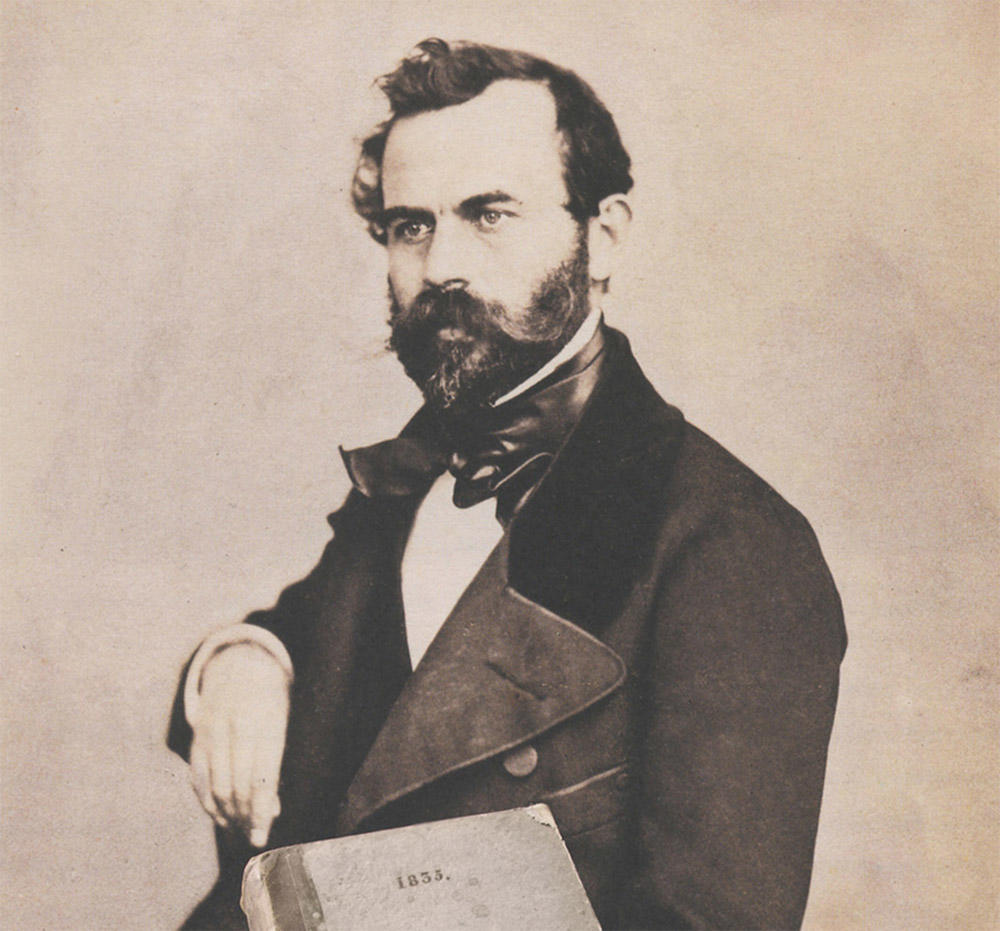
Autoritratto di Édouard Baldus nel 1853 circa

Édouard Baldus, nato Eduard-Denis Baldus (Grünebach, 5 giugno 1813 – Arcueil, 22 dicembre 1889), è stato un fotografo francese.

## Biografia
Nato col nome di Eduard da Johann Peter Baldus e da sua moglie Elisabetta. Anche se le notizie sulla sua giovinezza sono abbastanza scarse, sembra sia certo che facendo il militare a Colonia stampasse banconote false e per questo, scoperto, fosse stato condannato alla pena di morte. Per questo avesse ordito un piano di fuga per andare a Parigi nel 1838.
Inizialmente si era formato come pittore e aveva lavorato anche come disegnatore e litografo prima di passare alla fotografia nel 1849. Se come pittore non ebbe alcun successo né alcun riconoscimento, fu con la fotografia, ed in particolare con il calotipo, da poco giunto in Francia dall'Inghilterra, grazie all'invenzione di William Henry Fox Talbot, che rivelò già nel 1848 le sue indubbie doti di osservatore, in particolare quelle relative al mondo architettonico e al paesaggio.
Nel 1851, fu incaricato dalla Commissione che curava il programma, chiamato Monument historique, presieduta dall'Ispettore generale , lo scrittore e archeologo Prosper Mérimée, per censire attraverso la fotografia gli edifici storici, ponti e monumenti da restaurare in tutta la Francia. Insieme agli altri fotografi prescelti Hippolyte Bayard, Gustave Le Gray, Henri Le Secq, Auguste Mestral, Baldus si sarebbe occupato della zona sud ed est, compreso il Castello di Fontainebleau.
Le sue immagini, per alcune delle quali usò più di un negativo per realizzare positivi grandi anche di un metro, furono sbalorditive per l'epoca e gli valsero il sostegno del governo francese per un nuovo progetto Les Villes de France photographiées, una serie di vedute architettoniche parigine e delle province per alimentare il crescente interesse per il passato romano e medievale della nazione.
Nel 1855, il barone James Mayer de Rothschild, presidente dello Chemin de Fer du Nord (Ferrovie del Nord), commissionò a Baldus, ormai notissimo ed apprezzato come fotografo di architetture, una serie di fotografie per un album quale regalo alla regina Vittoria e al principe Alberto come ricordo della loro visita in Francia quell'anno. L'album contiene infatti le immagini della linea ferroviaria da Parigi a Boulogne-sur-Mer con le vedute delle città, dei monumenti, dei castelli, lo stesso compiuto dai reali inglesi. L'album riccamente rilegato è ancora tra i tesori della Biblioteca reale del Castello di Windsor.
Nel medesimo anno Baldus iniziò a fotografare i lavori della creazione del Museo del Louvre.
Mentre si trovava al Louvre ricevette l'incarico di recarsi, nel 1856, di fotografare la distruzione causata dalle piogge torrenziali e dai fiumi che erano straripati a Lione, Avignone e Tarascona. Nei primi anni '60 continuò a fotografare in giro per la Francia comprese le immagini della Costa Azzurra e partecipando all'Esposizione Universale del 1867. La sua attività fotografica durò circa quindici anni, dal 1849 al 1874, quando venne introdotta la riproduzione fotomeccanica.

## Vita privata
Nella primavera del 1845 sposò la ventiduenne Elisabeth-Caroline Etienne da cui ebbe due figlie ed un figlio.

## Galleria d'immagini

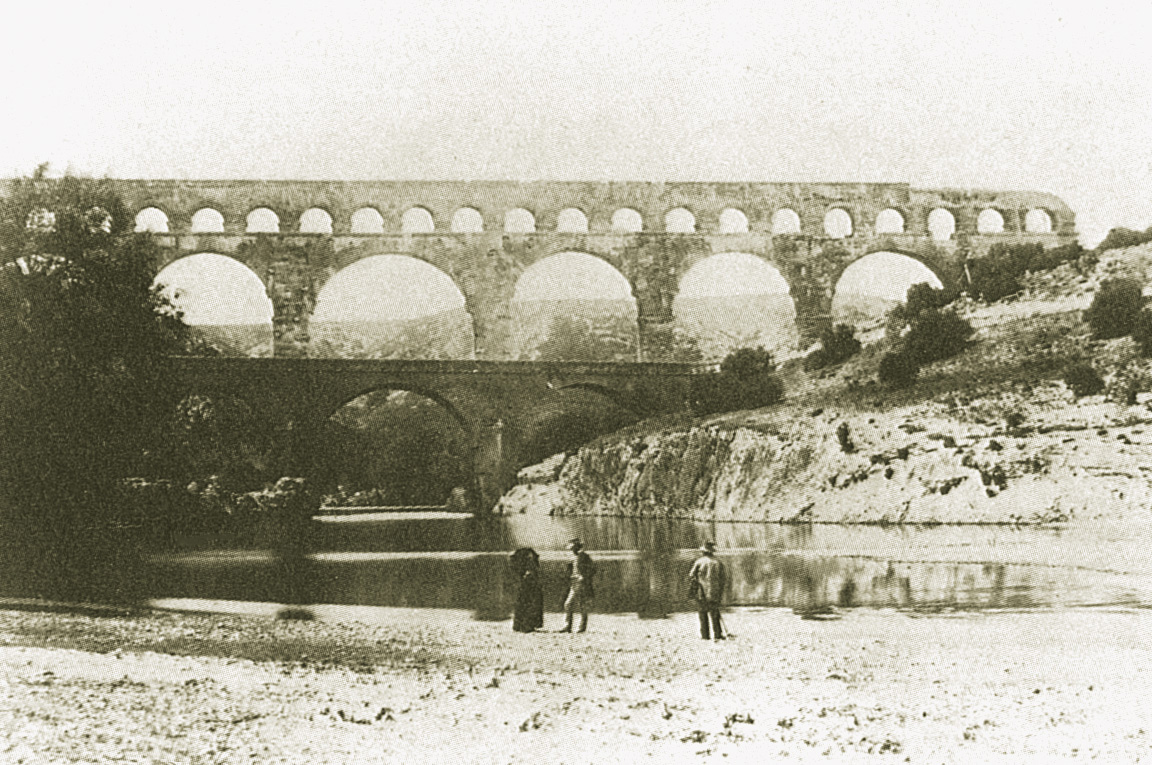
Pont du Gard, 1850 circa
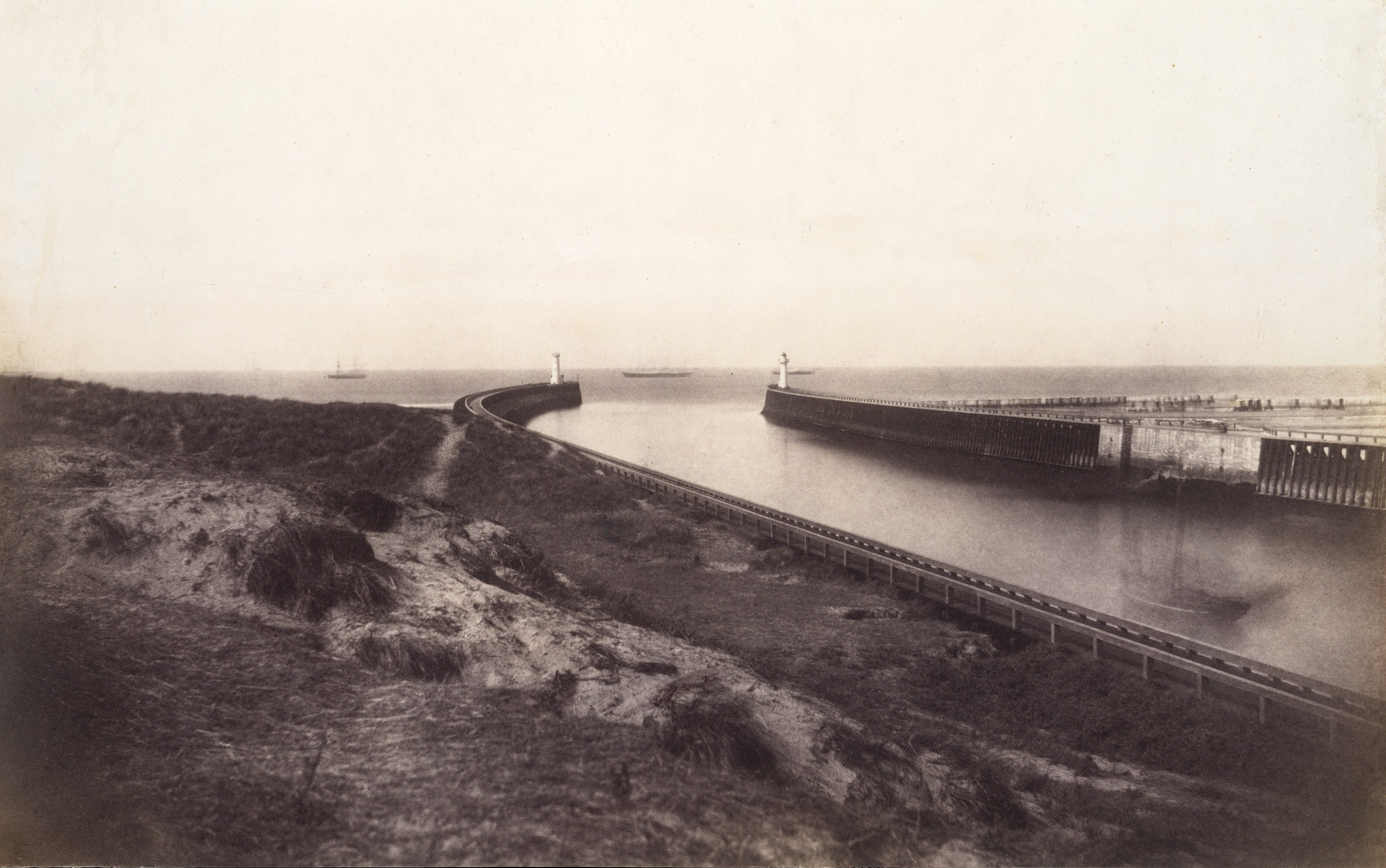
Entrata nel porto di Boulogne, 1855
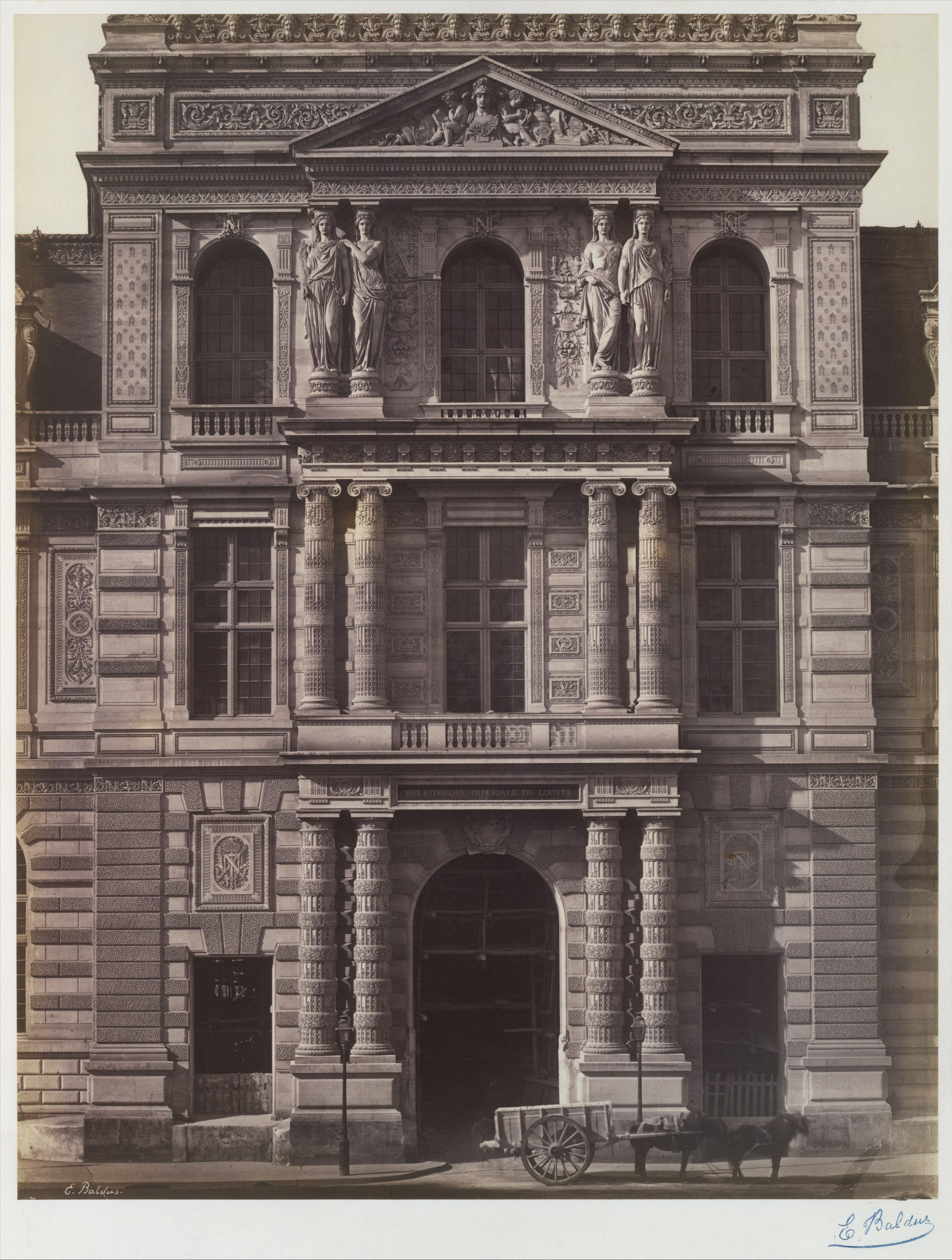
Biblioteca imperiale del Louvre, 1856-57
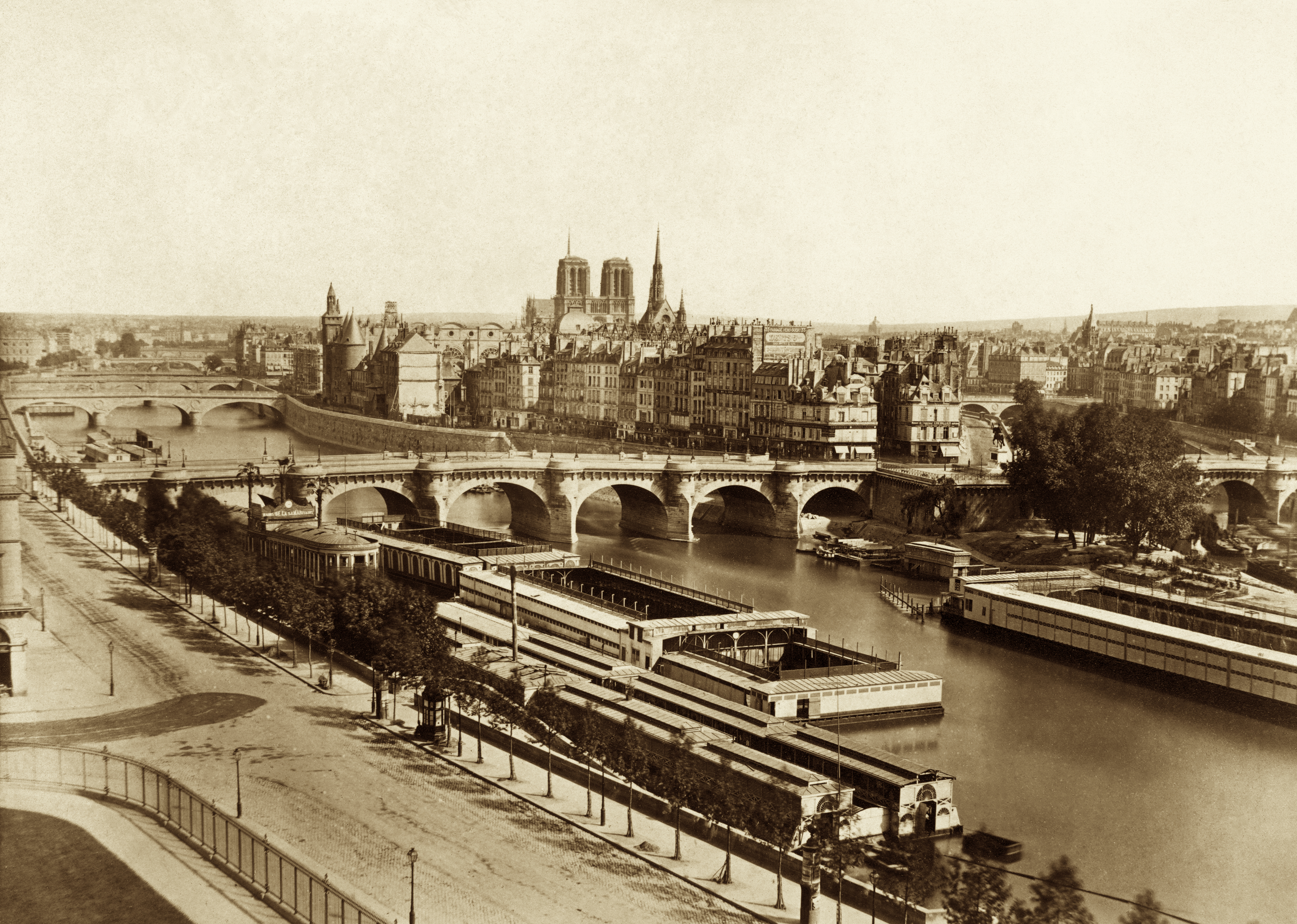
Panorama di Parigi, 1860
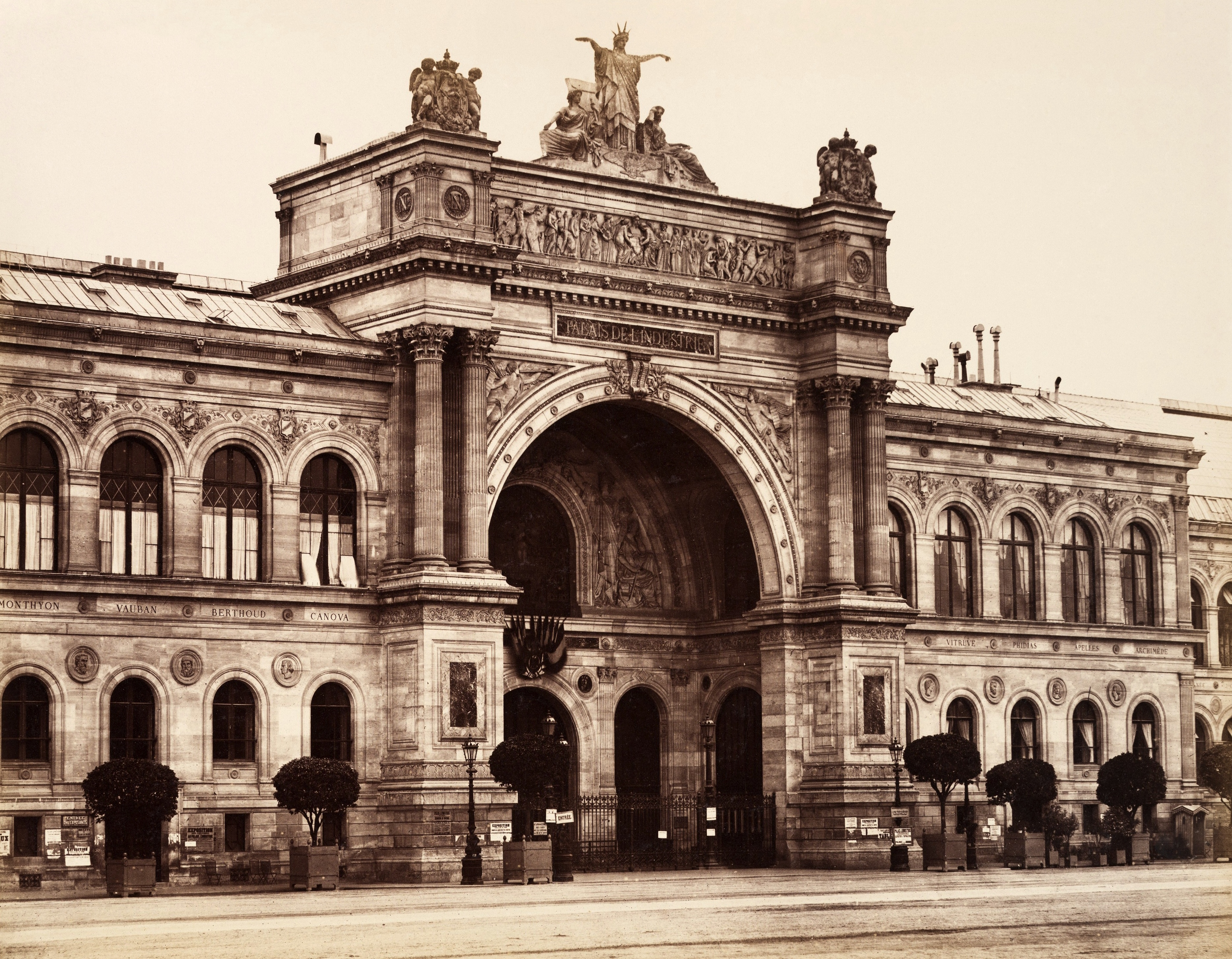
Palazzo dell'Industria a Parigi, 1860 circa
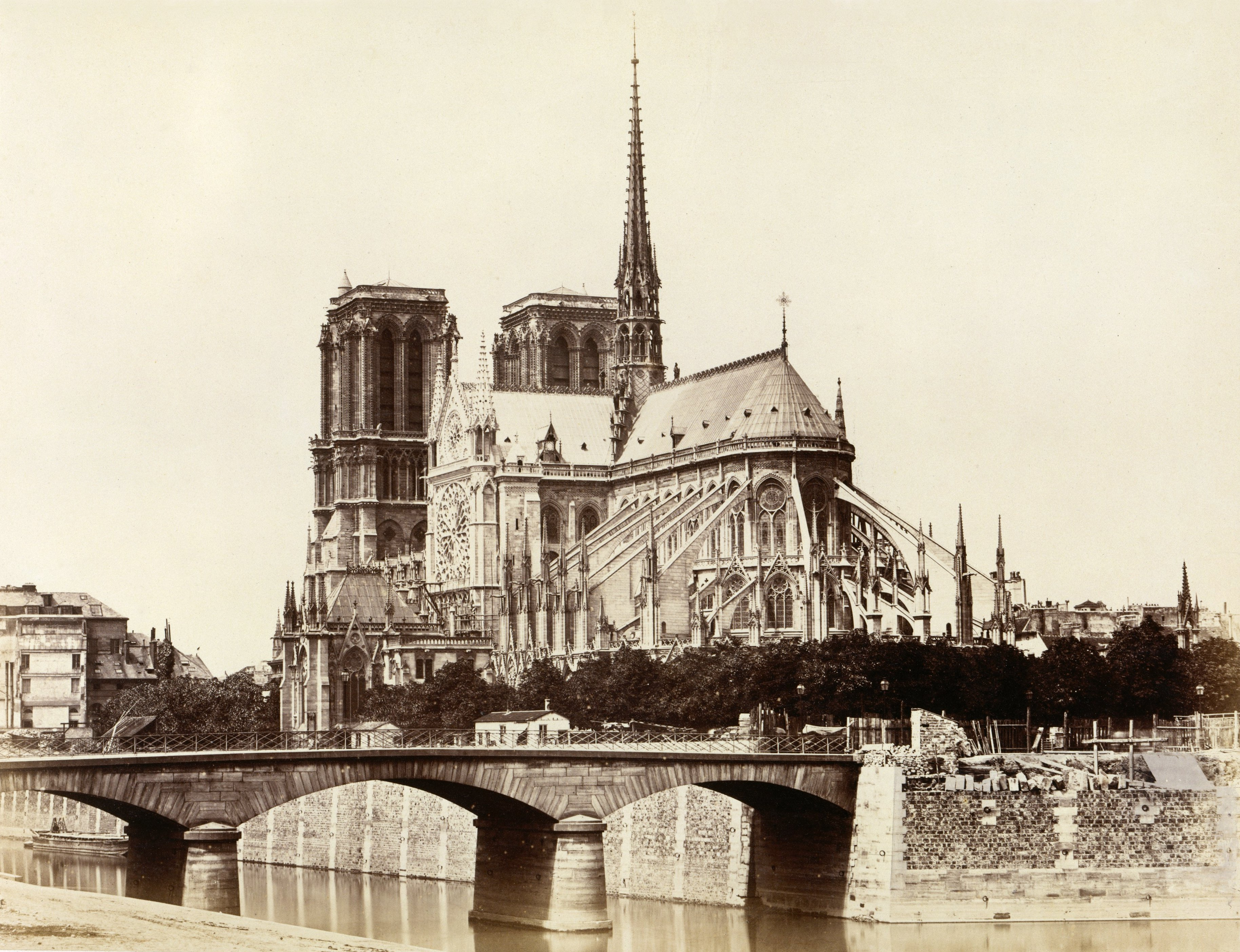
Cattedrale di Notre Dame, 1860 circa
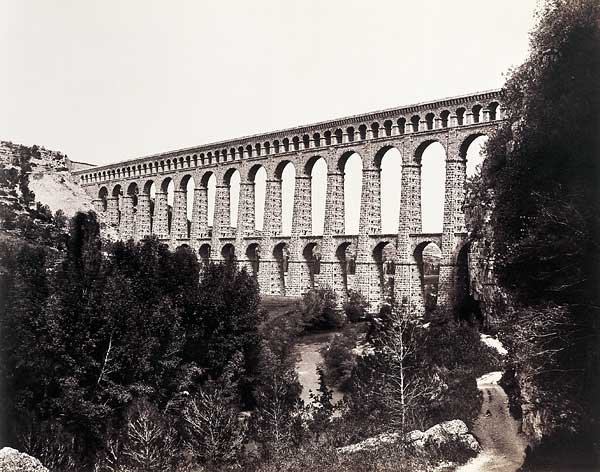
Acquedotto di Roquefavour, 1861
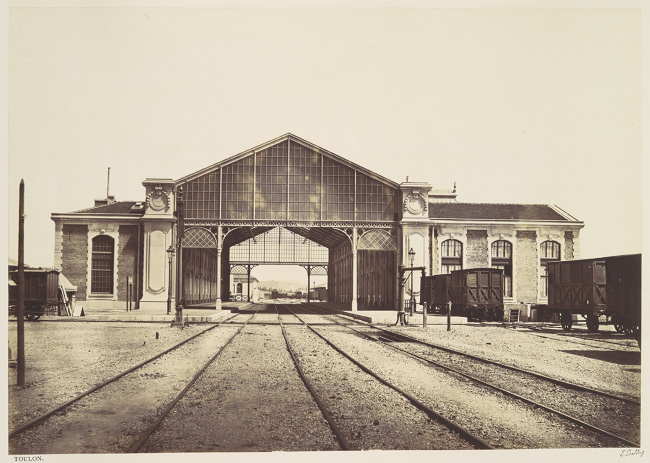
La stazione di Tolone, 1861